# 14e régiment de tirailleurs de la Garde impériale
Le 14e tirailleurs de la garde est un régiment français des guerres napoléoniennes. Il fait partie de la Jeune Garde.

## Historique du régiment
- 1814 - Créé et nommé 14e régiment de tirailleurs de la Garde impériale à partir du Régiment des Grenadiers-à-pied de la Garde Royale espagnole,
- 1814 - Dissout.

## Chef de corps
- 1814 : Pierre-André-Rémy Chevalier

## Batailles
Ce sont les batailles principales où fut engagé très activement le régiment, mais il participa cependant à plusieurs autres batailles.
- 1814 : 
  - Bataille de Craonne,
  - Bataille de Laon,
  - Siège de Soissons,
  - Bataille de Fère-Champenoise
  - Bataille de Paris

Par ordonnance du 12 mai 1814 le régiment est dissous et ses éléments dispersés :
- le 2e bataillon du 14e régiment de tirailleurs de la Garde impériale est incorporé dans le 1er régiment d'infanterie légère.